# Shūji Endō
Shūji Endō (jap. 遠藤 秀治, Endō Shūji; * 28. Juni 1986 in Hachimantai) ist ein ehemaliger japanischer Skispringer.

## Werdegang
Sein internationales Debüt gab Endō am 1. März 2006 im Rahmen des FIS-Cup auf der Zaō-Schanze in Yamagata. Nach einem 12. Platz im ersten Springen erreichte er kurz darauf Rang 15 im zweiten Springen. Im Januar 2007 gab er sein Debüt im Skisprung-Continental-Cup und erreichte in Sapporo auf Anhieb mit dem 16. Platz erste Continental-Cup-Punkte. Bei der Winter-Universiade 2007 in Pragelato startete er in allen drei Wettbewerben. Im Einzel von der Normalschanze landete er auf Rang 13, von der Großschanze auf Rang 22. Mit der Mannschaft belegte er im Teamwettbewerb Rang fünf. Nach zwei FIS-Springen in Sapporo im März 2008 kam er an gleicher Stelle im Januar 2009 erneut im Continental-Cup-Kader zum Einsatz. In allen drei Springen erreichte er dabei gute Punkteränge.
Bei der Winter-Universiade 2009 in Yabuli belegte Endo von der Normalschanze einen guten siebenten Platz und von der Großschanze Rang 18. Mit der Mannschaft wiederholte er den fünften Platz von zwei Jahren zuvor. Im März 2009 wechselte er regelmäßig zwischen FIS-Springen und dem FIS-Cup. Nachdem er im Januar 2010 erneut erfolgreich im Continental Cup gestartet war, bekam er kurze Zeit später erstmals die Möglichkeit in Deutschland im Skisprung-Weltcup anzutreten. Nachdem er in Oberstdorf beim Skiflug-Weltcup im Einzel jedoch die Qualifikation knapp verpasst hatte, startete er im Teamwettbewerb und erreichte mit der Mannschaft Rang acht. In Klingenthal schaffte er als 35. die Qualifikation, musste sich aber im Wettbewerb geschlagen geben und landete am Ende auf Rang 50. Beim erneuten Versuch in Willingen scheiterte er erneut in der Qualifikation.
Nachdem er im März 2010 und März 2011 erneut bei FIS-Springen und im FIS-Cup in Yamagata an den Start ging und sich dabei nur selten auf guten Positionen platzieren konnte, startete er im Januar 2012 in Sapporo erneut im Continental Cup. Obwohl erneut Top-Platzierungen ausblieben, startete er nur Tage später zur Weltcup-Qualifikation auf gleicher Schanze. Nachdem er diese als 29. überstand, erreichte er erneut nur Rang 50 im Wertungsdurchgang. Im März 2013 startete er zum letzten Mal im FIS-Cup in Sapporo, wo er 22. und 23. wurde und beendete anschließend seine Karriere.

## Erfolge

### Continental-Cup-Platzierungen
| Saison  | Platz | Punkte |
| ------- | ----- | ------ |
| 2006/07 | 105.  | 15     |
| 2008/09 | 097.  | 49     |
| 2009/10 | 090.  | 33     |
| 2011/12 | 101.  | 15     |